# Waldwende
Mit der Waldwende schlagen Fachleute, Wissenschaftler, Initiativen und Naturschutzverbände eine Bewirtschaftungsmethode vor, die auf die Selbstheilungskräfte des Waldes baut. Das Motto lautet „die Natur einfach in Ruhe lassen“ bzw. „je mehr wir die Natur machen lassen, desto gesünder ist der Wald.“

## Entstehung
Die traditionelle Forstwirtschaft verfolgt das Leitbild der multifunktionalen Waldbewirtschaftung, indem sie neben ökonomische Zielen, zum Beispiel auch eine Erholungs-, Klima-, Wasserspeicher-, Bodenschutz- und Waldsicherungsfunktion wahrnimmt. Im Spannungsfeld dieser Vielfalt an Zielen ist unter den Fachleuten ein gewisser Unmut mit der staatlichen Forstpolitik aufgekommen. So ist der prominenteste Vertreter der Waldwende Peter Wohlleben selbst ein ehemaliger Förster, der wegen Unzufriedenheit aus dem Beamtenverhältnis ausgeschieden ist. Der Sprecher der Initiative Waldwende-Jetzt! Volker Ziesling war zuvor leitender Forstdirektor, der die Politik seiner Vorgesetzten nicht mehr mittragen wollte.
Erstmals verwandt und bekannt wurde der Begriff Waldwende im Jahr 1994 durch das gleichnamige Buch „Waldwende - Vom Försterwald zum Naturwald“ von Wilhelm Bode (Forstmann) und Martin von Hohnhorst, welches bereits in den ersten zwölf Monaten drei Auflagen erreichte. Wilhelm Bode vertritt unter diesem Begriff jedoch ausdrücklich nicht, „die Natur einfach in Ruhe zu lassen“, sondern die gezielte Überführung naturarmer Altersklassenwälder in resiliente, naturreiche, multifunktionale Dauermischwälder, die zu einer effizienten, systemischen Holzerzeugung fähig sind. Das Konzept dazu hat er unter anderem in zahlreichen Büchern vorher und nachher publiziert, so wie im Saarland als Forstchef in den Jahren zuvor selbst ausprobiert und verantwortet - erstmals in einem deutschen Bundesland. Sein Buch führte schon im selben Jahr zu einer Titelgeschichte des SPIEGEL (Der Ökowald 48/1994) unter der Überschrift „Fabelhafte Bäume“ Spiegel. Bode führte die Redaktion in den Dauerwald des Hiller von Gärtringen bei Böblingen Bad.-Württ.; einen nur 100 ha großer Privatforstbetrieb, der dadurch bundesweit bekannt wurde. Die Titelgeschichte nimmt ausdrücklich in der Fußnote auf Bodes Buch Waldwende Bezug und wurde von ihm persönlich umfassend fachlich betreut. Es war das erste Mal in der Nachkriegsgeschichte, dass sich ein überregionales politisches Magazin im Titel allein dem Thema der Waldbewirtschaftunsgsmethode widmete. Es kann darum rückwirkend als Startschuss der bis heute anhaltenden Waldökologiedebatte in Deutschland gelten - unter Bodes Buchtitel „Waldwende“. Entsprechend werden heute auch andere waldwirtschaftliche Ansätze unter den seitdem populären Begriff Waldwende subsumiert, wie z. B. das Lübecker Modell, die mit dem Dauerwald nach Alfred Möller 1922 nicht mehr oder nur noch in Teilen übereinstimmen. Ebenfalls im Jahr 1994 stellte Lutz Fähser dann sein Lübecker Konzept der naturnahen Waldnutzung vor.

## Forderungen
Statt der multifunktionellen Ausrichtung der Waldwirtschaft soll unterdessen heute eine Zielkaskade entsprechend dem Lübecker Modell treten, in der Klimawandel und Grundwassersicherung ganz vorn stehen. Durch Reduzierung des Verbisses durch Wildtiere soll nachwachsenden Bäumen auch ohne aufwändige Schutzmaßnahmen eine Chance gegeben werden. Nährstoffe sollen im Wald verbleiben und die Entnahme von Holzhackschnitzeln und Brennholz sollte reduziert werden.
Gefordert wird eine schnelle Rückkehr zu naturnahen Wäldern, in denen Bäume mehrerer Generationen nebeneinander stehen und ein dichtes Kronendach bilden. Entsprechend sollen Durchforstungen nur sehr zurückhaltend vorgenommen werden und Auflichtungen nicht dazu führen, dass Bäume durch fehlende Nachbarn instabil werden.
Der Nationalen Biodiversitätsstrategie folgend, sollen nicht nur knapp 2 % der Bestände, so wie heute, sondern 10 % der Waldfläche de öffentlichen Waldbesitzes (das entspricht 5 % des Gesamtwaldes in Deutschland) aus der wirtschaftlichen Nutzung herausgenommen werden.
Neben einem hohen Totholzanteil sollen abgestorbene, ausreichend alte Bäume als sogenannte Biothopbäume stehen gelassen werden.
Im Fall von Waldbränden und Sturmschäden sollen betroffene Flächen keinesfalls durch Kahlschlag für eine Aufforstung vorbereitet werden, vielmehr sollen die toten Bäume stehen bleiben, um Schatten zu spenden, in dessen Schutz sich junge Bäume selbstständig ansiedeln können. Von Borkenkäfern befallene Bäume sollen nur dann aus dem Bestand entnommen werden, wenn damit Bruterfolge der Käfer verhindert werden können.
Entwässerungsgräben sollen zurückgebaut werden, um das Wasser im Wald zu halten und Rückegassen sollen nur in großem Abstand angelegt werden. Generell sei jede Bodenverdichtung zu vermeiden.

## Bevorzugte Baumarten
Im Sinne der Waldwende soll der Wald aus Bäumen traditionell einheimischer Arten bestehen. Demnach sollen Fichten bevorzugt in höheren Lagen stehen. Der Buche wird eine hohe Überlebensfähigkeit bescheinigt, solange für ein dichtes Blätterdach gesorgt ist. Teilweise wird für einen Mischwald mit hohem Laubanteil geworben, teilweise für einen reinen Laubmischwald. Die Anpflanzung von gebietsfremden Baumarten sollte nicht mehr gefördert werden.

## Ergänzung der universitäre Forstwirtschaft
Initiiert von Peter Wohlleben, Pierre Ibisch, und dem Magazin GEO wurden an der Hochschule für nachhaltige Entwicklung Eberswalde drei Stiftungsprofessuren ausgeschrieben. Ab 2024 soll dort der Bachelor-Studiengang Sozialökologische Waldbewirtschaftung angeboten werden.
Ziel ist die Ausbildung junger Forstwirte, die den Wald nicht mehr primär als Holzlieferanten betrachten.

## Kritik
Der Leiter der Bayerischen Forstverwaltung, Hubertus Wörner, wendet ein, dass „wir nicht darauf warten können, dass sich der Wald alleine rettet, er wird es nicht tun.“ Vor allem sollten vermehrt Baumarten gepflanzt werden, die mit der Trockenheit besser zurechtkämen, als die einheimischen Arten. Eine Buche aus Italien sei weniger empfindlich als eine heimische Buche.
Das Thünen-Institut plädiert dafür, heimische Baumarten aus Südost-Europäischen Ursprungsregionen ergänzend im Bestand zu pflanzen, die besser an trockenes und warmes Klima gewöhnt sind.
Der Vorsitzende des Wissenschaftlichen Beirats für Waldpolitik des Bundeslandwirtschaftsministeriums (BMEL) Jürgen Bauhus bezeichnet die Selbstheilungskräfte der Natur als „evidenzfreies Narrativ“. Außerdem setzt er sich dafür ein, den Wald auszudünnen, damit die Konkurrenz um das wenige Wasser reduziert wird.
Dem Argument, dass eine erfolgreiche Kultivierung der Douglasie über mehr als 100 Jahre keine ausreichende Sicherheit böte, dass dies auch in Zukunft so sei, wird von Wilfried Stichmann entgegnet, dass der wirtschaftliche Aspekt beim Aufbau des Waldes der Zukunft ebenfalls berücksichtigt werden sollte.